# Мид Ранч (Аризона)
Мид Ранч (енгл. Mead Ranch) насељено је место без административног статуса у америчкој савезној држави Аризона.

## Демографија
По попису из 2010. године број становника је 38.
| Група             | 2000.    | 2010.      |
| Белци             | 0 (0,0%) | 33 (86,8%) |
| Афроамериканци    | 0 (0,0%) | 0 (0,0%)   |
| Азијати           | 0 (0,0%) | 0 (0,0%)   |
| Хиспаноамериканци | 0 (0,0%) | 5 (13,2%)  |
| Укупно            | 0        | 38         |